# バスキ
バスキ（伊: Baschi）は、イタリア共和国ウンブリア州テルニ県にある、人口約2,600人の基礎自治体（コムーネ）。

## 地理

### 位置・広がり

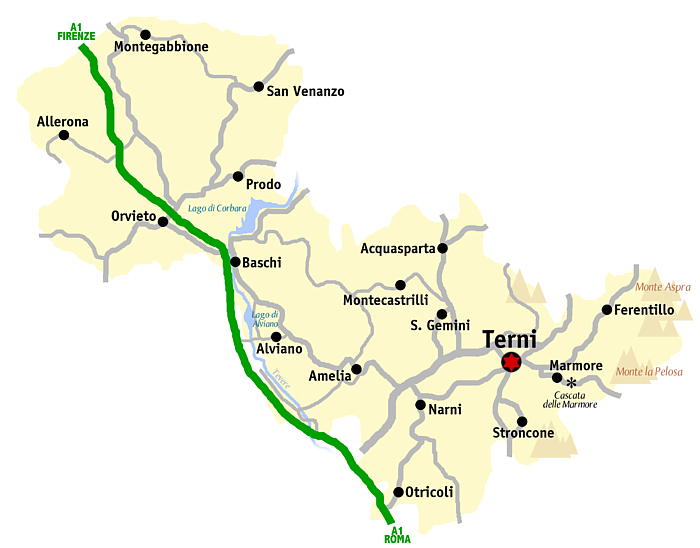
テルニ県概略図

テルニ県北西部のコムーネ。

#### 隣接コムーネ
隣接するコムーネは以下の通り。括弧内のPGはペルージャ県所属を示す。
- モンテッキオ
- オルヴィエート
- トーディ (PG)

### 気候分類・地震分類
バスキにおけるイタリアの気候分類 (it) および度日は、zona D, 1665 GGである。
また、イタリアの地震リスク階級 (it) では、zona 2 (sismicità media) に分類される。

## 行政

### 分離集落
バスキには以下の分離集落（フラツィオーネ）がある。
- Civitella del Lago, Morre, Cerreto, Morruzze, Acqualoreto, Collelungo, Scoppieto